# Тойоу Кичи (филм, 1894)
„Тойоу Кичи“ (на английски: Toyou Kichi) е американски късометражен ням филм на режисьора Уилям Кенеди Диксън с участието на Тойоу Кичи, заснет от компанията Едисън Манюфакчъринг Къмпъни, собственост на Томас Едисън.

## В ролите
- Тойоу Кичи[2]